# Gatsaule
El gatsaule (Salix caprea) és una espècie de salze de la família de les salicàcies. També rep el nom de cotoner o gatsalit.
És un arbre o arbust caducifoli de 6 a 14 metres d'alt, i rarament fins a 20 metres, amb l'escorça grisenca i amb lenticel·les en forma de rombe. Les fulles de fins a 8 cm són el·líptiques i més amples que els altres salzes.
La floració es fa en aments molt vistosos amb un aspecte de cotó i fan fins a 7 cm de llarg. Les llavors fan només 0,2 mm i són dispersades pel vent. La floració té lloc entre els mesos de març i maig.
És originària d'Europa i nord-oest d'Àfrica. A Catalunya el podem trobar en clarianes de boscos caducifolis de muntanya, bardisses i zones subalpines des del Pirineu fins a Collsacabra, entre els 600 i els 2.000 metres d'altitud. No es troba ni al País Valencià ni a les Illes Balears.
El seu nom, caprea, prové del llatí, que significa "cabra", les quals se'n mengen les fulles.
Es fa servir en jardineria.